# Número oblongo
Um número oblongo, número retangular, número prônico, ou número heteromécico, é um número que é o produto de dois números inteiros consecutivos, isto é, n (n + 1) que pode ser expresso como n² + n. Os primeiros números oblongos são:
0, 2, 6, 12, 20, 30, 42, 56, 72, 90, 110, 132, 156, 182, 210, 240, 272, 306, 342, 380, 420, 462 …
O n-ésimo número oblongo é duas vezes o n-ésimo número triangular.
Todos os números oblongos são pares.
Números oblongos ou retangulares, como os números poligonais, têm uma representação geométrica característica:
| * · * | * · * · * · * · * · * | * · * · * · * · * · * · * · * · * · * · * · * | * · * · * · * · * · * · * · * · * · * · * · * · * · * · * · * · * · * · * · * |
| 1×2   | 2×3                   | 3×4                                           | 4×5                                                                           |
O n-ésimo número oblongo é a soma dos primeiros n inteiros pares, assim como a diferença entre (2n − 1)² e o n-ésimo número hexagonal centrado.
O número de elementos de uma matriz quadrada que não pertencem a sua diagonal principal é sempre um número oblongo.